# یواس‌اس پولاک (اس‌اس‌ان-۶۰۳)
یواس‌اس پولاک (اس‌اس‌ان-۶۰۳) (به انگلیسی: USS Pollack (SSN-603)) یک زیردریایی بود که طول آن ۲۷۸ فوت ۵ اینچ (۸۴٫۸۶ متر) بود. این زیردریایی در سال ۱۹۶۲ ساخته شد.